# Alex Close
Alexandre Close, detto Alex (Moignelée, 26 novembre 1921 – Ligny, 21 ottobre 2008), è stato un ciclista su strada e ciclocrossista belga.
Professionista tra il 1949 ed il 1959, vinse un Giro del Belgio ed un Critérium du Dauphiné.

## Carriera
Passò professionista nel settembre del 1949, ottenendo il primo successo l'anno successivo, imponendosi al Tour de Guelma in Algeria. Nel 1951 vinse una tappa al Giro del Lussemburgo, conquistandone un'altra l'anno seguente, in cui partecipa al Giro d'Italia, al Tour de France e ai mondiali. Nel 1953 e nel 1954 vinse una tappa al Giro del Belgio, mentre nel 1955 si impose nella generale. Nel 1956 si impose al Critérium du Dauphiné, ottenendo anche una vittoria di tappa. Partecipò a sei edizioni del Tour de France con due piazzamenti tra i primi dieci, un'edizione del Giro d'Italia, due mondiali su strada e un mondiale di ciclocross.

## Palmarès
- 1950 (Due vittorie)

3ª tappa Tour de Guelma
Classifica generale Tour de Guelma
- 1951 (Terrot-Hutchinson, una vittoria)

1ª tappa Tour de Luxembourg (Lussemburgo > Esch-sur-Alzette)
- 1952 (Una vittoria)

3ª tappa Tour de Luxembourg (Differdange > Esch-sur-Alzette)
- 1953 (Peugeot, una vittoria)

5ª tappa Giro del Belgio (Florenville > Bruxelles)
- 1954 (Peugeot e Arbos, una vittoria)

4ª tappa, 2ª semitappa Giro del Belgio (Diksmuide > Quaregnon)
- 1955 (Elvé-Peugeot, due vittorie)

Classifica generale Giro del Belgio
1ª tappa Dwars door België (Waregem > Eisden)
- 1956 (Elvé-Peugeot, tre vittorie)

8ª tappa Critérium du Dauphiné
Classifica generale Critérium du Dauphiné
Hoeilhaart-Diest-Hoeilhaart
- 1957 (Peugeot, una vittoria)

Bruxelles-Couvin

### Altri successi
- 1951

Critermi di Hanret
- 1952

Critermi di Hanret
- 1955

Criterium di Namur
- 1956

Criterium di Seilles

## Piazzamenti

### Grandi Giri
- Giro d'Italia

1952: 13º
- Tour de France

1952: 7º
1953: 4º
1954: 29º
1955: 9º
1956: 17º
1957: ritirato (2ª tappa)

### Classiche monumento
- Milano-Sanremo

1958: 103º
- Parigi-Roubaix

1957: 30º
1958: 44º
- Liegi-Bastogne-Liegi

1951: 14º
1952: 12º
1953: 30º
1954: 23º
1956: 3º
1958: 17º

### Competizioni mondiali
- Campionati del mondo su strada

Lussemburgo 1952 - In linea: ritirato
Lugano 1953 - In linea: ritirato
- Campionati del mondo di ciclocross

Oñati 1953: 8º